# جمعية ملصقات وطوابع عيد الميلاد الخيرية
جمعية أختام عيد الميلاد الكريسماس والطوابع الخيرية (بالإنجليزية: Christmas Seal & Charity Stamp Society) وتُختصر إلى CS&CSS هي منظمة غير ربحية لهواة جمع الطوابع مكرسة لجمع ملصقات الميلاد الكريسماس والملصقات الخيرية وملصقات جمع التبرعات والطوابع الخيرية وطوابع البريد شبه البريدية حيث يذهب جزء من تكلفة الطابع إلى الأعمال الخيرية.
تأسست الجمعية في عام 1931 على يد دبليو إل كينكيد، وهو جامع طوابع ورئيس رابطة نيوجيرسي لمرض السل.

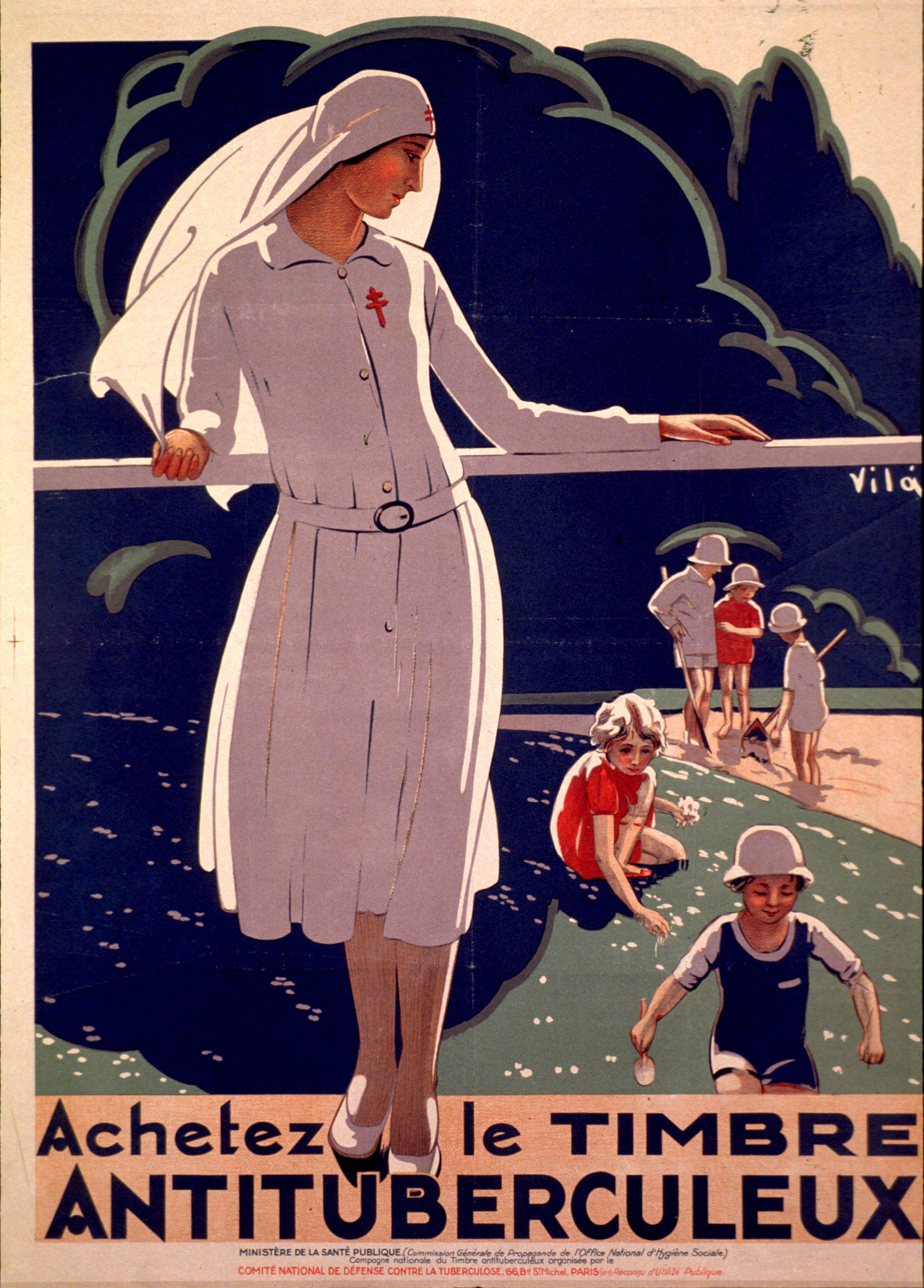
طابع خيري يحث على شراء الملصقات لجمع التبرعات لحملة مضادة لمرض السل

## التنظيم
يبلغ عدد أعضاء الجمعية أكثر من 350 عضواً في جميع أنحاء العالم، وهي منظمة غير ربحية لها مجلس إدارة منتخب ورئيس وسكرتير وأمين صندوق؛ وجميع المناصب التي تشغلها الجمعية هي مناصب تطوعية لا يتقاضى أصحابها أجراً. الجمعية تابعة للجمعية الأمريكية لهواة جمع الطوابع.

## الفهارس

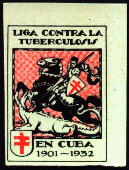

بدأت الجمعية بنشر كتالوجات وفهارس لهواة جمع الملصقات في عام 1936 عندما كتب العضو الرائد ديك غرين (فهرس غرين) الذي لا يزال الكتاب المقدس للولايات المتحدة الأمريكية وجمع فيهِ معظم ملصقات عيد الميلاد في جميع أنحاء العالم. كان راي موسبو مؤلفاً مبكراً آخر من مؤلفات الجمعية، الذي كتب فهارس لملصقات الصليب الأحمر في جميع أنحاء العالم، وملصقات جمع التبرعات الأمريكية الصادرة لأسباب أخرى غير السل، والمعروفة باسم فهارس كل الصناديق. ينقسم هذا الفهرس إلى 10 أقسام يفهرس المئات من جمعيات جمع التبرعات التي تصدر الملصقات لجمع التبرعات مثل، ملصقات عيد الفصح (الولايات المتحدة)، و"مدينة الأولاد" (منظمة) المدرجة في القسم الكاثوليكي، والاتحاد الوطني للحياة البرية المدرج في قسم الحيوانات الأليفة والنباتات والحياة البرية، والرابطة الوطنية لتقدم الملونين المدرجة في القسم العرقي.

## الفعاليات
تأسست الجمعية لتشجيع وتحسين هواية جمع ملصقات عيد الميلاد؛ ويشجع الأعضاء على كتابة وتحرير فهارس متخصصة. يعرض أعضاء الجمعية مجموعاتهم التي تشمل جميع ملصقات جمع التبرعات وملصقات المناسبات وطوابع سندريلا في معارض الطوابع البريد أو معارض الهواة. في عام 2009، أنشأت الجمعية جائزة إميلي بيسيل لأفضل معرض تنافسي لملصقات عيد الميلاد. يلتقي الأعضاء في معارض الطوابع الوطنية والدولية حيث تعرض هوايتهم ومنشوراتهم مع توزيع المواد التعليمية من أكشاك الجمعية. وكذلك تنشر مقالات ومعلومات يتم مشاركتها من خلال مجلتهم الفصلية الحائزة على جوائز والتي تتضمن مزادًا للجمعية حيث يمكن للأعضاء شراء وبيع نسخ مكررة من مجموعتهم.

## روابط خارجية
- The Christmas Seal & Charity Stamp Society